# Adriano Balbi
Adriano Balbi (25. dubna 1782, Benátky – 13. března 1848, Padova), byl italský geograf, statistik a etnograf.
V roce 1808 publikoval svou práci Prospetto politico-geografico dello stato attuale del globo, která mu zaručila místo profesora geografie na univerzitě San Michele na ostrově Murano v Benátské laguně. V letech 1811—1813 byl profesorem fyziky na Lyceum of Fermo at Murano ve něstě Fermo. Působil také v Paříži a Portugalsku, kde sbíral materiály pro své práce.

## Dílo
- Prospetto politico-geografico dello stato attuale del globo (1808)
- Essai statistique sur le royaume de Portugal et d’Algarve (1822)
- Variétés politiques et statistiques de la monarchie portugaise
- Atlas ethnographique du globe, ou classification des peuples anciens et modernes d’après leurs langues (1826) - jedna z jeho nejkvalitnějších prací
- Abrégé de Geographie (1832) - dílo přeložené do mnoha světových jazyků, včetně češtiny

Jeho syn Eugenio Balbi posmrtně vydal jeho dílo Scritti Geografici (1841), a své práce Gea, ossia la terra (1854—1867) a Saggio di geografia (1868).